# Gray Barker

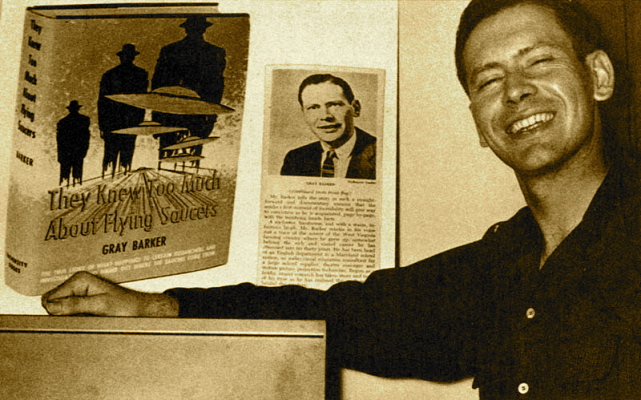
Ảnh chụp Gray Barker

Gray Barker (2 tháng 5 năm 1925 – 6 tháng 12 năm 1984) là một nhà văn người Mỹ nổi tiếng với những cuốn sách viết về UFO và các hiện tượng siêu linh khác. Cuốn sách năm 1956 của ông mang tên They Knew Too Much About Flying Saucers (Họ biết quá nhiều về đĩa bay) đã giới thiệu khái niệm người áo đen trong văn hóa dân gian UFO. Bằng chứng gần đây cho thấy ông đã hoài nghi về hầu hết các câu chuyện kể về UFO, và chủ yếu viết về đề tài huyền bí để thu lợi tài chính. Thỉnh thoảng ông tham gia vào những trò bịp để đánh lừa các nhà điều tra UFO nghiêm túc hơn.

## Tiểu sử
Quê quán ở Riffle, quận Braxton, Tây Virginia, Barker tốt nghiệp trường Đại học Tiểu bang Glenville vào năm 1947. Năm 1952, ông ra làm nhân viên bán vé sân khấu kịch ở Clarksburg, West Virginia khi ông bắt đầu thu thập những câu chuyện về Quái vật Flatwoods, một sinh vật ngoài hành tinh được trình báo bởi những cư dân quận Braxton gần đó. Barker đã gửi một bài viết về sinh vật này cho Tạp chí FATE, và ngay sau đó bắt đầu viết các tác phẩm thông thường về UFO cho Space Review, một tạp chí được xuất bản bởi Cục Đĩa bay Quốc tế của Albert K. Bender.
Năm 1953, Albert K. Bender đột ngột giải thể tổ chức của mình, tuyên bố rằng ông không thể tiếp tục viết về UFO vì "mệnh lệnh từ một thế lực cao hơn". Sau khi nài nỉ Bender để biết thêm chi tiết, Barker đã viết cuốn sách đầu tiên của họ có tựa đề They Knew Too Much About Flying Saucers (Họ biết quá nhiều về đĩa bay), được University Books xuất bản vào năm 1956. Cuốn sách này là tác phẩm đầu tiên mô tả về người áo đen (Men in Black), một nhóm các nhân vật bí ẩn, theo các nhà ủng hộ thuyết âm mưu UFO, thường đe dọa để buộc các cá nhân phải giữ im lặng về UFO. Barker kể lại cuộc gặp gỡ khả nghi của Bender với nhóm áo đen này, được cho là đi du lịch theo nhóm ba người, mặc com lê đen và lái những chiếc ô tô lớn màu đen. Năm 1962, Barker và Bender hợp tác trong cuốn sách thứ hai về chủ đề này, được gọi là Flying Saucers and the Three Men (Đĩa bay và ba người đàn ông). Được xuất bản dưới ấn hiệu riêng của Barker, Saucerian Books, cuốn sách này đề xuất rằng những gã áo đen này, chính họ, mới thực sự là người ngoài hành tinh.
Trong hai thập kỷ tiếp theo, Barker tiếp tục viết sách về UFO và các hiện tượng siêu linh khác. Một trong số đó là The Silver Bridge trong thập niên 1970, liên kết sự sụp đổ của cầu Silver ở Point Pleasant, West Virginia với sự xuất hiện của một sinh vật huyền bí được cho là Người bướm. Cuốn sách này ra trước cuốn The Mothman Prophecies (Lời tiên tri Người bướm) tới năm năm của John Keel. Trước khi mất vào năm 1984, Barker đã viết một cuốn sách cuối cùng về người áo đen có tựa đề MIB: The Secret Terror Among Us (MIB: Cơn khủng bố bí mật trong chúng ta).

## Ý kiến về hiện tượng siêu linh
Mặc dù các cuốn sách của ông ủng hộ sự tồn tại của UFO và người ngoài hành tinh, Barker vẫn hoài nghi về hiện tượng siêu linh. Chị gái của ông là Blanch giải thích rằng Barker chỉ viết những cuốn sách để kiếm tiền và người bạn James W. Moseley nói Barker "gần như đã lấy tất cả ngành UFO học ra làm trò đùa". Trong một bức thư gửi John C. Sherwood, người đã gửi tài liệu cho Saucerian Books khi còn là một thiếu niên, Barker gọi các tác phẩm huyền bí của mình là "những quyển sách lập dị".
Barker thỉnh thoảng tham gia vào những trò bịp có chủ ý để đánh lừa những người đam mê UFO. Ví dụ, vào năm 1957, Barker và Moseley đã viết một bức thư giả (ký tên "R.E. Straith") để tự xưng là "người tiếp xúc UFO" George Adamski, nói với Adamski rằng Bộ Ngoại giao Mỹ hài lòng với nghiên cứu của Adamski về UFO. Bức thư được viết bằng mẫu đơn của Bộ Ngoại giao và chính Barker đã mô tả nó là "một trong những bí ẩn lớn chưa giải quyết được về lĩnh vực UFO" trong cuốn sách năm 1967 nhan đề Book of Adamski.
Theo bài viết của Sherwood đăng trên tờ Skeptical Inquirer có nhan đề "Gray Barker: My Friend, the Myth-Maker" (Gray Barker: Bạn tôi, kẻ kiến tạo thần thoại), có thể đã có "một chút sự thật" cho các bài viết của Barker về người áo đen, mà Không quân Mỹ và các cơ quan chính phủ khác đã làm cố gắng ngăn cản sự quan tâm của công chúng đối với UFO trong những năm 1950. Tuy nhiên, Barker được cho là đã thêm thắt quá nhiều sự thật của tình huống. Trong cùng một bài viết Skeptical Inquirer, Sherwood tiết lộ rằng, vào cuối những năm 1960, anh và Barker đã hợp tác trong một thông báo giả tưởng ngắn gọn ám chỉ người áo đen, được xuất bản lần đầu tiên trên tạp chí Flying Saucers của Raymond A. Palmer và một vài ấn phẩm của riêng Barker. Trong câu chuyện này, Sherwood (viết thành "Tiến sĩ Richard H. Pratt") kể lại rằng ông bị một "gã áo đen" ra lệnh im lặng sau khi biết rằng UFO là phương tiện du hành thời gian. Barker sau đó đã viết cho Sherwood, "Rõ ràng là người hâm mộ đã nuốt thứ này chỉ với một ngụm mà thôi."

## Di sản
Khái niệm người áo đen, mà Barker đã giới thiệu trong cuốn They Knew Too Much About Flying Saucers, đã trở thành một phần chính của toàn bộ sự hiểu biết và truyền thuyết về UFO. Cuốn sách lấy cảm hứng từ một quyển truyện tranh hư cấu được viết bởi Lowell Cunningham, từ đó mới truyền cảm hứng cho bộ phim nổi tiếng và phim hoạt hình dài tập. Chính Barker đã trở thành chủ đề của hai bộ phim tài liệu: Whispers From Space (1995), được tạo bởi The Last Prom, và Shades of Gray (2008), do Bob Wilkinson làm đạo diễn.
Trong căn Phòng Gray Barker tại Waldomore, Thư viện Công cộng Clarksburg-Harrison ở Tây Virginia lưu giữ một bộ sưu tập các tác phẩm của Grey Barker, cũng như các tài liệu về thư từ giữa Barker và các nhân vật đáng chú ý trong lĩnh vực UFO từ những năm 1950 đến đầu những năm 1980 như George Adamski, Howard Menger, James Moseley, và những người khác. Căn phòng là một điểm dừng chân du lịch nhỏ cho những người đam mê UFO.